# Ḩoseynābād-e Harandī
Ḩoseynābād-e Harandī (persiska: حسین آباد هرندی) är en ort i Iran.   Den ligger i provinsen Kerman, i den sydöstra delen av landet, 1 000 km sydost om huvudstaden Teheran. Ḩoseynābād-e Harandī ligger 555 meter över havet och antalet invånare är 302.
Terrängen runt Ḩoseynābād-e Harandī är platt åt sydost, men åt nordväst är den kuperad.Runt Ḩoseynābād-e Harandī är det glesbefolkat, med 17 invånare per kvadratkilometer. Närmaste större samhälle är Maḩţūţābād, 13,0 km nordost om Ḩoseynābād-e Harandī. Trakten runt Ḩoseynābād-e Harandī är ofruktbar med lite eller ingen växtlighet.